# James Kilbourne

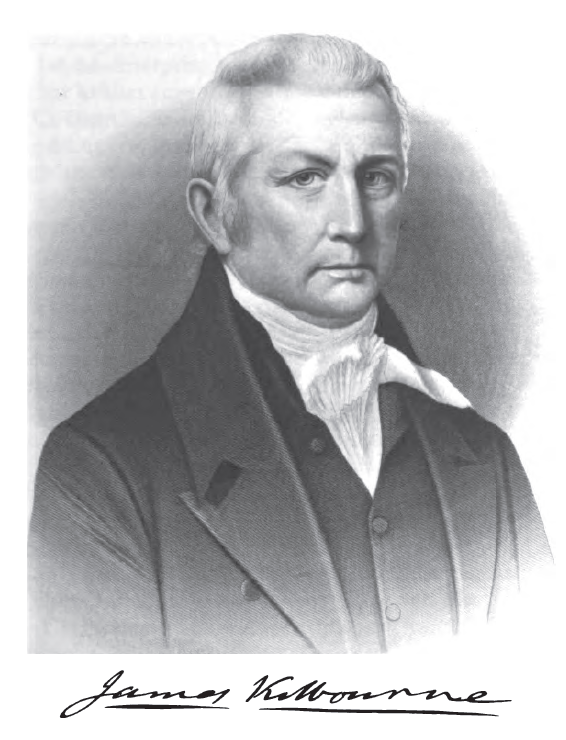
James Kilbourne

James Kilbourne (* 19. Oktober 1770 in New Britain, Colony of Connecticut; † 9. April 1850 in Worthington, Ohio) war ein US-amerikanischer Politiker. Zwischen 1813 und 1817 vertrat er den Bundesstaat Ohio im US-Repräsentantenhaus.

## Werdegang
James Kilbourne genoss eine klassische Ausbildung und studierte Theologie. Danach wurde er Geistlicher der Episkopalkirche. Im Jahr 1801 war er Mitbegründer der Handelsgesellschaft Scioto Company; Jahr 1803 zog er in den damals neu entstandenen Bundesstaat Ohio, wo er die Stadt Worthington gründete. Ab 1805 war er im Auftrag der Bundesregierung als Landvermesser tätig. Er war damals am Aufbau der Stadt Sandusky beteiligt. Ihm wird auch der Entwurf der ersten Landkarte des Staates Ohio zugeschrieben. Im Juli 1812 war Kilbourne Mitglied einer Kommission zur Festlegung der Westgrenze der damaligen Virginia Military Reservation. Während des Britisch-Amerikanischen Krieges diente er für kurze Zeit als Oberst in den amerikanischen Streitkräften. Außerdem war er Präsident des Worthington College.
Politisch schloss sich Kilbourne der Demokratisch-Republikanischen Partei an. Bei den Kongresswahlen des Jahres 1812 wurde er im damals neu eingerichteten fünften Wahlbezirk von Ohio in das US-Repräsentantenhaus in Washington, D.C. gewählt, wo er am 4. März 1813 sein neues Mandat antrat. Nach einer Wiederwahl konnte er bis zum 3. März 1817 zwei Legislaturperioden im Kongress absolvieren. Diese waren anfangs noch von den Ereignissen des Britisch-Amerikanischen Krieges geprägt.
Nach dem Ende seiner Zeit im US-Repräsentantenhaus blieb Kilbourne auf Staatsebene politisch aktiv. In den Jahren 1823, 1824, 1838 und 1839 war er Abgeordneter im Repräsentantenhaus von Ohio. 1839 leitete er die Delegation bei der Grundsteinlegung für das Kapitolsgebäude in Columbus. In den 1830er Jahren wurde er Mitglied der Whig Party; 1840 nahm er als Delegierter an deren regionalem Parteitag in Ohio teil. James Kilbourne starb am 9. April 1850 in Worthington, wo er auch beigesetzt wurde.